# Sœurs missionnaires croisées de l'Église
Les sœurs missionnaires croisées de l'Église (en latin : Cruciatarum Ecclesiae Missionariarum) forment une congrégation religieuse féminine missionnaire de droit pontifical.

## Historique
La congrégation est fondée le 16 juin 1925 à Oruro (Bolivie) par Nazaria Ignazia March Mesa (1889-1943) pour endiguer la propagation du protestantisme parmi les classes les plus humbles du pays par l'éducation, la diffusion de la presse catholique et la visite aux malades et aux prisonniers.
L'institut est reconnu de droit diocésain le 12 février 1927 ; il reçoit le décret de louange le 8 avril 1935 et il est définitivement approuvé par le Saint-Siège le 9 juin 1947. 

## Activités et diffusion
Les missionnaires croisées de l'Église se consacrent essentiellement à l'activité missionnaire, elles sont principalement engagées dans l'évangélisation des communautés rurales et en périphéries des villes avec un ministère itinérant deux par deux dans les rues ; elles sont également dédiées à l'activité catéchétique et éducative et au travail social dans les prisons et les hôpitaux .
Elles sont présentes en:
- Europe : Espagne, France, Portugal, Italie.
- Amérique du Nord et Centrale : Cuba, Guatemala, Honduras, Mexique, Nicaragua, Salvador
- Amérique du Sud : Argentine, Bolivie, Brésil, Chili, Colombie, Pérou, Uruguay.
- Afrique : Cameroun, Guinée Équatoriale, République démocratique du Congo.
- Asie : Inde.

La maison-mère est à Madrid. 
En 2017, la congrégation comptait 328 religieuses dans 71 maisons.